# Jacoba Bartolotti van den Heuvel
Jacoba Victoria Bartolotti van den Heuvel (gedoopt Amsterdam, 30 oktober 1639 – Den Haag, 22 oktober 1718) was een bankiersdochter die vooral bekend werd door haar geruchtmakende huwelijk met diplomaat en oud-burgemeester van Amsterdam, Coenraad van Beuningen.
Jacoba is een dochter van Guillelmo Bartolotti van den Heuvel (1602-1658), koopman en bankier, en Jacoba van Erp (1608-1664). Door deze laatste was de familie verwant aan families als Hooft, Baeck, Van Baerle en Huygens. Jacoba trouwde op 12 juni 1686 in Sloterdijk met de Amsterdamse burgemeester Coenraad van Beuningen. Het huwelijk bleef kinderloos.
Jacoba Bartolotti werd geboren aan de Herengracht in het zogeheten Huis Bartolotti. Haar liefdesleven als femme fatale en latere huwelijk met Van Beuningen waren veelbesproken.
Behalve in Amsterdam en Den Haag woonde zij vaak op buitenplaats Heuvel en Dael in Soest. In die plaats liet ze aan de Eem het Veerhuis De Kleine Melm met café bouwen.
Jacoba overleed op 22 oktober 1718 in Den Haag. Zij werd in de Oude Kerk in Soest begraven. Hier hangt ook een rouwbord als herdenking aan haar. De Bartolottilaan in Soest-Zuid is naar haar genoemd.